# سنفية أناضولية
سنفية أناضولية (الاسم العلمي: Epilobium anatolicum) هو نوع نباتي يتبع جنس السنفية من فصيلة الأخدرية.